# 852 Wladilena
852 Wladilena је астероид главног астероидног појаса са пречником од приближно 23,01 .
Афел астероида је на удаљености од 3,010 астрономских јединица (АЈ) од Сунца, а перихел на 1,716 АЈ. 
Ексцентрицитет орбите износи 0,273, инклинација (нагиб) орбите у односу на раван еклиптике 23,025 степени, а орбитални период износи 1327,121 дана (3,633 године). 
Апсолутна магнитуда астероида је 9,90 а геометријски албедо 0,366.
Астероид је откривен 2. априла 1916. године.